# یواس‌اس بارلسان (ای‌پی‌ای-۶۷)
یواس‌اس بارلسان (ای‌پی‌ای-۶۷) (به انگلیسی: USS Burleson (APA-67)) یک کشتی بود که طول آن ۴۲۶ فوت (۱۳۰ متر) بود. این کشتی در سال ۱۹۴۴ ساخته شد.